# Bozdoğan, Serik
Bozdoğan là một xã thuộc huyện Serik, tỉnh Antalya, Thổ Nhĩ Kỳ. Dân số thời điểm năm 2011 là 172 người.